# Puchar Węgier w piłce siatkowej mężczyzn (2009/2010)
Rozgrywki o Puchar Węgier w piłce siatkowej mężczyzn w sezonie 2009/2010 (Magyar Kupa) zainaugurowane zostały w październiku 2009 roku. 
Rozgrywki składały się z 1/32 finału, 1/8 finału, ćwierćfinałów oraz turnieju finałowego.
Finał rozegrany został 19 lutego 2010 roku w Kecskemét.
Zdobywcą Pucharu Węgier została drużyna Diamant Kaposvár.

## Drużyny uczestniczące
| Extraliga | NB I | NB II                                                                          |
| --- | --- | ------------------------------------------------------------------------------ |
| - Company Nyelviskola Veszprémi RC - Diamant Kaposvár - Dunaferr SE - HPQ Szeged - Kalo-Méh KSE - MAFC-BME-Mapei - Szolnoki RKSI | - Csepel Budapeszt - Dági KSE - DEAC - Kodolányi Masita Hellotel FRKE - Sümegi RE - Vegyész RC Kazincbarcika | - Dorog ESE - Dream & Beauty SC - Kispest SE - Pénzügyőr SE - Somogyjádi RSZSE |

## Terminarz
| Runda            | Termin                            | Liczba meczów |
| ---------------- | --------------------------------- | ------------- |
| 1/32 finału      | 7-15 października 2009            | 7             |
| 1/8 finału       | 22 października-12 listopada 2009 | 8             |
| 1/4 finału       | 25 listopada-16 grudnia 2009      | 6             |
| turniej finałowy | 17-19 lutego 2010                 | 4             |

## 1/32 finału
| 07.10.2009 | Csepel Budapeszt | 1:3 (18:25, 25:23, 13:25, 14:25) | Diamant Kaposvár |

| 13.10.2009 | Diamant Kaposvár | 3:0 (25:21, 25:22, 25:14) | Csepel Budapeszt |

| 15.10.2009 | Pénzügyőr SE | 3:2 (23:25, 25:23, 23:25, 25:19, 15:13) | Kodolányi Masita Hellotel FRKE |

| 13.10.2009 | Somogyjádi RSZSE | 2:3 (17:25, 25:21, 25:19, 23:25, 10:15) | Szolnoki RKSI |

| 15.10.2009 | Dream & Beauty SC | 3:1 (19:25, 25:20, 25:22, 25:22) | Sümegi RE |

| 08.10.2009 | Kalo-Méh KSE | 3:0 (25:19, 25:12, 25:15) | Dági KSE |

| 14.10.2009 | Dági KSE | 0:3 (19:25, 16:25, 16:25) | Kalo-Méh KSE |

## 1/8 finału (nyolcaddöntő)
| 10.11.2009 | Pénzügyőr SE | 1:3 (20:25, 28:26, 14:25, 15:25) | Diamant Kaposvár |

| 22.10.2009 | Kispest SE | 0:3 (10:25, 21:25, 14:25) | MAFC-BME-Mapei |

| 28.10.2009 | Dunaferr SE | 2:3 (22:25, 25:23, 28:26, 18:25, 13:15) | Vegyész RC Kazincbarcika |

| 11.11.2009 | Vegyész RC Kazincbarcika | 1:3 (21:25, 23:25, 25:21, 20:25) | Dunaferr SE |

| 12.11.2009 | Dream & Beauty SC | 0:3 (16:25, 21:25, 19:25) | Szolnoki RKSI |

| 27.10.2009 | Dorog ESE | 3:1 (27:25, 15:25, 25:23, 25:22) | DEAC |

| 29.10.2009 | Kalo-Méh KSE | 3:0 (25:21, 25:11, 25:17) | HPQ Szeged |

| 10.11.2009 | HPQ Szeged | 0:3 (23:25, 14:25, 19:25) | Kalo-Méh KSE |

## 1/4 finału (negyeddöntő)
| 25.11.2009 | Diamant Kaposvár | 3:0 (25:19, 25:20, 25:22) | MAFC-BME-Mapei |

| 16.12.2009 | MAFC-BME-Mapei | 0:3 (19:25, 15:25, 21:25) | Diamant Kaposvár |

| 02.12.2009 | Dunaferr SE | 3:2 (24:26, 25:23, 22:25, 25:19, 15:11) | Company Nyelviskola Veszprémi RC |

| 16.12.2009 | Company Nyelviskola Veszprémi RC | 1:3 (21:25, 21:25, 25:23, 17:25) | Dunaferr SE |

| 15.12.2009 | Dorog ESE | 0:3 (12:25, 16:25, 6:25) | Szolnoki RKSI |

| 10.12.2009 | Kunhegyes ESE | 0:3 (17:25, 11:25, 12:25) | Kalo-Méh KSE |

## Turniej finałowy (döntő)

### Półfinały
| 17.02.2010 | Kalo-Méh KSE | 3:1 (27:25, 25:11, 21:25, 25:21) | Dunaferr SE |

| 18.02.2010 | Diamant Kaposvár | 3:0 (25:11, 25:11, 25:18) | Szolnoki RKSI |

### Mecz o 3. miejsce
| 19.02.2010 | Dunaferr SE | 3:0 (25:13, 25:16, 25:18) | Szolnoki RKSI |

### Finał
| 19.02.2010 | Kalo-Méh KSE | 2:3 (25:16, 15:25, 25:21, 22:25, 18:20) | Diamant Kaposvár |

## Klasyfikacja końcowa
| Miejsce | Zespół           |
| ------- | ---------------- |
| złoto   | Diamant Kaposvár |
| 2.      | Kalo-Méh KSE     |
| 3.      | Dunaferr SE      |
| 4.      | Szolnoki RKSI    |